# Dix-septième circonscription de la préfecture de Kanagawa
La dix-septième circonscription de la préfecture de Kanagawa (神奈川県第17区, Kanagawa-ken dai-jūnana-ku) est l'une des vingt circonscriptions législatives que compte la préfecture de Kanagawa au Japon.

## Description géographique
Entre 1994 et 2022, la dix-septième circonscription de la préfecture de Kanagawa regroupait les villes d'Odawara, Hadano et Minamiashigara et les districts d'Ashigarakami et Ashigarashimo.
Depuis 2022, elle comprend les mêmes unités administratives ainsi que le bourg de Ninomiya dans le district de Naka,.

## Députés
| Législature | Début de mandat | Fin de mandat | Député élu           | Parti politique | Parti politique |
| ----------- | --------------- | ------------- | -------------------- | --------------- | --------------- |
| 41e         | 1996            | 2000          | Yōhei Kōno           |                 | PLD             |
| 42e         | 2000            | 2003          | Yōhei Kōno           |                 | PLD             |
| 43e         | 2003            | 2005          | Yōhei Kōno           |                 | PLD             |
| 44e         | 2005            | 2009          | Yōhei Kōno           |                 | PLD             |
| 45e         | 2009            | 2012          | Yōsuke Kamiyama (ja) |                 | PDJ             |
| 46e         | 2012            | 2014          | Karen Makishima      |                 | PLD             |
| 47e         | 2014            | 2017          | Karen Makishima      |                 | PLD             |
| 48e         | 2017            | 2021          | Karen Makishima      |                 | PLD             |
| 49e         | 2021            | 2024          | Karen Makishima      |                 | PLD             |
| 50e         | 2024            | -             | Karen Makishima      |                 | PLD             |